# Worms 2
Worms 2 – kontynuacja zręcznościowo-strategicznej gry komputerowej Worms z odnowioną grafiką, nowymi rodzajami broni i tym podobnymi zmianami.
W Worms 2 może grać od 1 do 6 graczy. Możliwe opcje gry:
- samotna – tryb misji
- gra z jednym lub więcej graczem komputerowym
- gra dwóch lub więcej graczy przy jednym komputerze
- dwóch lub więcej graczy oraz graczy komputerowych przy jednym komputerze
- specjalny tryb gry sieciowej przez Internet, za pośrednictwem serwera Team17, w której może uczestniczyć od 2 do 6 graczy

Pomimo faktu, iż gra została wydana w 1997 roku nadal istnieją aktywne serwery gry
W grze internetowej wyróżnia się kilka „odmian” gry:
- Normal Game – gra przeznaczona dla 2-6 graczy, zazwyczaj na domyślnych ustawieniach i losowej, bądź też własnoręcznie wykonanej planszy.
- Roper – jest to odmiana gry charakteryzująca się tym, że każda runda trwa od 11 do 15 (zwykle 12) sekund, specjalną planszą, w postaci dwóch wysepek, przypominających kształtem drzewa, dużymi obrażeniami od upadku oraz dostępnością wyłącznie następujących broni: mina, granat, bazooka, lina, spadochron (w ilości nieskończonej). Każdy gracz dysponuje jednym „robakiem” o ilości energii około 333. Przed rozpoczęciem każdej rundy, z nieba spada zasobnik energii (+20).

Rozgrywka polega na tym, aby poruszać się wyłącznie za pomocą liny oraz atakować tylko z niej. Jednakże przed wykonaniem ataku należy zebrać jeden lub więcej zasobników.
Niszczenie ich jest niedozwolone.
- BnG, B&G lub Bazooka and Grenade – gra przeznaczona zwykle dla 2 graczy. Plansza zbudowana jest z wielu platform w kształcie litery U. Każdy gracz dysponuje 5 robakami, jednak nie może zmieniać kolejności ich ruchów oraz się nimi poruszać. Ma do dyspozycji bazookę i granat oraz 2 teleporty. Zakazane jest teleportowanie się na platformę zajętą przez robaka przeciwnika.
- Rope Race – plansza ma kształt labiryntu, w grze bierze udział 2 lub więcej graczy, po starcie gry oboje teleportują się na platformę oznaczoną napisem START. Celem gry jest dostanie się na koniec labiryntu, korzystając jedynie z pomocy liny. Gracz ma do dyspozycji tylko linę oraz spadochron.
- Bungee Racer – tak samo jak Rope Race, tyle tylko że gracz ma do dyspozycji wyłącznie bungee (ewentualnie spadochron). Taki labirynt jest dużo łatwiejszy, niż ten w Rope Race, gdyż nie każdą przeszkodę można przejść używając bungee, tak jak ma to miejsce w Rope Race.
- Super Sheep Race – plansza ma kształt labiryntu, gracze po starcie teleportują się na START. Z tej platformy puszczają super owcę, która musi dotrzeć do końca labiryntu. Ten gracz, który dokona tego jako pierwszy, wygrywa. Labirynt ten jest krótszy i łatwiejszy niż w Rope Race, gdyż owcą jest trudno sterować.

W grze internetowej dostępny jest tzw. ranking (ang. Ladder). Jest to pewna strona internetowa, na której gracze mogą zakładać swoje konta, a następnie zgłaszać swoje wygrane z innymi graczami. Dzięki temu łatwo jest się zorientować, którzy z graczy ma jaki poziom.
Jednak ranking ten jest wykorzystywany tylko w grach typu Roper oraz B&G.